# Na Linha de Fogo
Na Linha de Fogo (em inglês:  In the Line of Fire) é um filme norte-americano de 1993, um policial dirigido por Wolfgang Petersen.

## Sinopse
É um filme sobre um psicopata que tenta assassinar o presidente dos Estados Unidos. Entretanto, um agente secreto estadunidense o segue e tentará evitar o crime.  

## Elenco
- Clint Eastwood .... Frank Horrigan
- John Malkovich .... Mitch Leary / John Booth / James Carney
- Rene Russo .... Lilly Raines
- Dylan McDermott .... Al D'Andrea
- Gary Cole .... Bill Watts
- Fred Dalton Thompson .... Harry Sargent
- John Mahoney .... Sam Campagna
- Gregory Alan Williams .... Matt Wilder
- Jim Curley .... presidente
- Sally Hughes .... primeira-dama
- Clyde Kuratsu .... Jack Okura)
- Steve Hytner .... Tony Carducci
- Tobin Bell .... Mendoza

## Principais prêmios e indicações
Oscar 1994 (EUA)
- Indicado nas categorias de melhor ator coadjuvante (John Malkovich), melhor roteiro original e melhor edição.

Globo de Ouro 1994 (EUA)
- Indicado na categoria de melhor ator coadjuvante (John Malkovich).

BAFTA 1994 (Reino Unido)
- Indicado nas categorias de melhor ator coadjuvante (John Malkovich), melhor roteiro original e melhor edição.

Prêmio Saturno 1994 (Academy of Science Fiction, Fantasy & Horror Films, EUA)
- Indicado na categoria de melhor ator coadjuvante (John Malkovich).